# Asesinato de Aida Rostami
El 12 de diciembre de 2022, la médica iraní Aida Rostami (en persa: آیدا رستمی; c. 1986 – lunes, 12 de diciembre de 2022), de 36 años, fue secuestrada, golpeada mortalmente y asesinada por las fuerzas de seguridad de la República Islámica de Irán por tratar a manifestantes heridos durante las protestas de Mahsa Amini. Ante las crecientes demandas y amenazas a los hospitales y médicos iraníes para colaborar con las fuerzas de seguridad en medio de las protestas, Aida Rostami se destacó como una figura inspiradora entre los médicos vinculados a los protestas de Mahsa Amini.

## Antecedentes
Hubo protestas en todo el país en Irán tras la muerte de Mahsa Amini, una mujer de 22 años, quien fue detenida y falleció mientras estaba bajo custodia de la Patrulla de Orientación, la policía de moralidad religiosa del gobierno iraní, el 16 de septiembre de 2022. Durante estas protestas, las fuerzas de seguridad de la República Islámica mataron a cientos de manifestantes y detuvieron y lesionaron a miles más. Los iraníes heridos por las fuerzas de seguridad evitan buscar atención en los cada vez más peligrosos hospitales del país por temor a ser arrestados, torturados, procesados o asesinados. Médicos dispuestos a correr riesgos para ayudar a los heridos están tratando a los manifestantes en sus lugares de trabajo, en las casas de los manifestantes u otros lugares. Rostami estaba atendiendo a manifestantes en Ekbatan, en Teherán, y en otros distritos occidentales de Teherán.

### Víctima
Aida Rostami (en persa: آیدا رستمی; c. 1986 - lunes, 12 de diciembre de 2022) fue una médica iraní de 36 años que habría sido secuestrada, brutalmente golpeada y asesinada por las fuerzas de seguridad de la República Islámica de Irán por tratar a manifestantes heridos durante las protestas de Mahsa Amini.Ante las crecientes demandas y amenazas a los hospitales y médicos iraníes para colaborar con las fuerzas de seguridad en medio de las protestas, Aida Rostami se destacó como una figura inspiradora entre los profesionales de la salud asociados a los eventos de Mahsa Amini.

## Asesinato
La noche del lunes, 12 de diciembre de 2022, a las siete en punto, Rostami llamó a su madre desde el Hospital Chamran, donde trabajaba. ella Le preguntó a su madre si necesitaba algo en el camino a casa. Sin embargo, ella no regresó a casa. Al día siguiente, la familia recibió una llamada de la comisaría en el barrio de Ekbatan, en Teherán, solicitando que fueran a la delegación. Recibieron una carta notificándoles que Aida Rostami había fallecido como resultado de un accidente e instruyéndolos a retirar su cadáver del Departamento de Medicina Legal. La familia vio su cuerpo con la cara destrozada, un brazo roto y el ojo izquierdo extirpado. Según el informe de defunción de la Medicina Legal, la causa de la muerte fue recibir un golpe de un objeto duro. Cuando se les preguntó sobre el objeto inexplicable, dijeron que los detalles se proporcionarían más tarde. "La médica forense le dijo a la familia que recibieron órdenes de no revelar la verdadera causa de la muerte de Aida. Dijeron que no murió en un accidente automovilístico, la mataron". Fuentes locales que examinaron su cadáver informaron a IranWire el 16 de diciembre. Un miembro de su familia dijo a IranWire: "No es posible que, cuando estás conduciendo y tienes un accidente, ambas manos se rompan, la parte inferior del torso se lastime y tu ojo salga por completo".
El 16 de diciembre de 2022, Mizan, la agencia de noticias del sistema judicial de la República Islámica de Irán, afirmó que el amante de Aida Rostami la arrojó desde un puente. Las autoridades iraníes han adoptado historias similares para mujeres jóvenes que murieron durante las protestas de Mahsa Amini, como en el caso de Nika Shakarami.

## Reacciones
El 19 de diciembre de 2022, una alianza de organizaciones médicas alemanas condenó el "asesinato" de la Dra. Aida Rostami por "brindar atención médica a los manifestantes". También publicaron una carta abierta al Canciller Olaf Scholz, expresando solidaridad con los profesionales médicos iraníes y su profunda preocupación por los derechos humanos y la situación médica que enfrenta la población civil de Irán.
Varios empleados del sistema sanitario iraní indicaron en las redes sociales que irían a huelga en protesta por la muerte de Aida Rostam.